# 콰이퐁역
콰이퐁 (중국어 정체자: 葵芳, Kwai Fong) 역은 홍콩 콰이칭 구 라이깅에 위치한 홍콩 지하철 췬완 선의 역이다. 1982년 문을 열었으며 라이깅 역과 콰이힝 역 사이에 자리한 고가 역이다.
콰이퐁이라는 역명은 역 부근지명인 콰이퐁 북동쪽에 자리한 콰이퐁 단지에서 따왔으며, 사무구역 중심에 자리한 교통의 요지로서 콰이칭 구를 대표할 만한 지역으로 발돋움하게 되었다. 지하철 개통 이후 촤이칭 구 곳곳을 다니던 도로가 모두 이 역을 향하도록 다시 깔렸으며 90년대 초에는 역 서쪽에 메트로플라자라는 상가도 형성됐다. 그밖에도 역 동부의 공장에 출근하는 근로자들도 많이 이용하는 편이다.
역 북쪽 선로는 근처 주민들의 소음 피해를 막기 위한 콘크리트 방음벽이 설치되어 있다. 또 선로로 뛰어드는 사고를 막기 위해 2011년 8월 역 스크린도어가 설치되었다.

## 역 구조
| U1 승강장 | 출구 E                     | 출구, 메트로플라자 고가보도   |
| U1 승강장 | 상대식 승강장, 왼쪽문 열림 |                               |
| U1 승강장 | 승강장 2                   | → 췬완선 중완 방면 (라이깅) → |
| U1 승강장 | 승강장 1                   | ← 췬완선 췬완 방면 (콰이힝)   |
| U1 승강장 | 상대식 승강장, 왼쪽문 열림 |                               |
| G         | 대합실                     | 출구, 교통환승                |
| G         | 대합실                     | 고객센터, MTR샵               |
| G         | 대합실                     | 항셍은행, 자판기, ATM기       |
| G         | 대합실                     | 옥토퍼스 홍보기               |

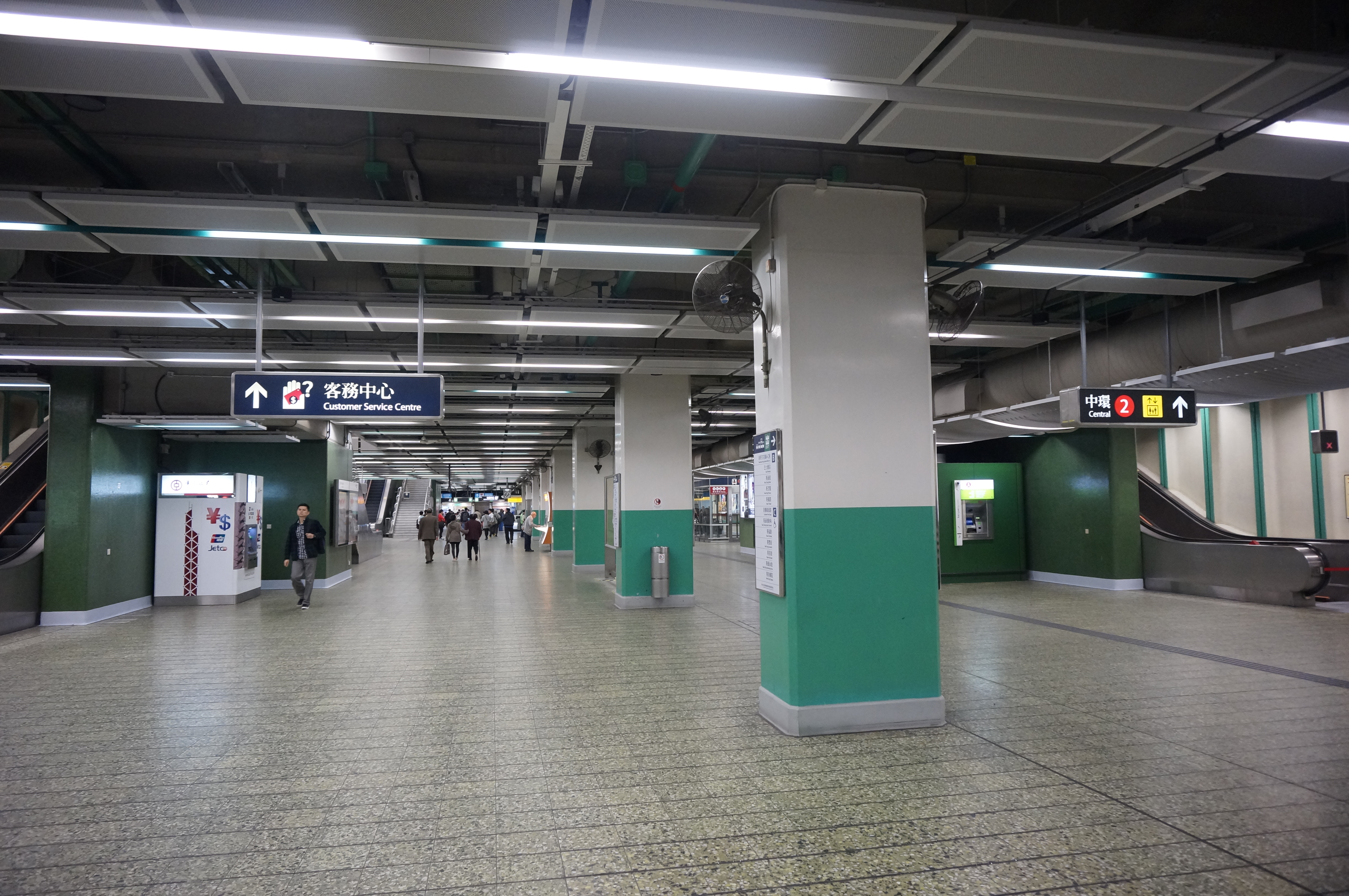
콰이퐁 역 대합실

선로가 중앙에 있고 1번과 2번 승강장이 그 양옆을 차지하는 상대식 승강장 구조이다. 또 고가 위에 있는 역이기 때문에 승강장에 이르려면 에스컬레이터를 타고 올라가야 한다. 이 같은 고가역 구조는 콰이퐁 역 말고도 라이깅 역, 콰이힝 역 등 총 세 개가 췬완선에 있다. 특히 콰이힝 역과 구조가 매우 비슷하다.
1번 승강장에 내린 승객이 출구 E로 가려면 에스컬레이터 아무거나 잡고 타도 되지만, 2번 승강장에 내렸다면 우선 대합실로 내려가서 다시 1번 승강장으로 오르는 에스컬레이터를 탄 뒤 출구 E로 가야 한다. 출구 E에서 승강장으로 갈 때도 마찬가지다.

## 출입구
- A: 신콰이퐁 가든 D-E, 콰이퐁 단지
- B: 신콰이퐁 가든 A-C
- C: 콰이칭 극장
- D: 콰이충 플라자, 메트로플라자 (지상)
- E: 메트로플라자 (1번 승강장 보도 경유)[2]

출구 A와 출구 D는 역 1층에 위치해 있으며 출구 E는 1번 승강장 (췬완 방면)으로 가야 있다.

## 교통

### 미니버스
- 87M, 87A (출구 D) - 컨테이너 포트 로 남단
- 88B (출구 B) - 그린필드 가든
- 404M (출구 C) - 진 드링커스 베이
- 89M (출구 D) - 콰이싱
- 88C (출구 C) - 메이페어 가든 (홍콩 전업교육학원-고교과기학원, 칭이 캠퍼스)
- 407A (출구 D) - 프린세스 마거릿 병원
- 404M (출구 D) - 리비에라 가든
- 88 (출구 B) - 칭이 단지
- 88M (출구 B) - 연합조선소
- 88D (출구 D) - 티볼리 가든
- 302 (출구 D) - 칭룽타우

407A번 미니버스를 타고 라이깅이나 콰이퐁 역으로 갈아타는 승객은 MTR 측에서 50센트 환승 할인을 해주며, 반대로도 가능하다.

### 콰이퐁 역 환승정거장 (출구 A)
환승정거장이 종착점인 노선은 다음과 같다.
- 31M 섹레이 단지
- 32M 청산 (순환노선)
- 36M 레이묵슈
- 43M 청칭 (순환노선)
- 58M 렁킹 단지
- 67M 슈홍쥔
- 69M 틴서이와이 마을센터
- 235M 온얌 단지
- E32 홍콩 국제공항 (아시아월드 엑스포)

다음 노선들도 경유한다.
- 30 청사완 <-> 올웨이 가든스
- 46P 메이틴 단지 ↺ 콰이퐁 역 (피크시간대 한정)
- 46X 메이푸 <-> 힌켕
- 47X 콰이싱 센트럴 <-> 춘섹
- 57M 라이깅 북부 <-> 산깅
- 61M 라이깅 북부 <-> 야우어이 남부h